# Ferrovia Casalecchio-Vignola
La ferrovia Casalecchio–Vignola è una ferrovia dell'Emilia-Romagna. Collega Casalecchio di Reno, nella città metropolitana di Bologna, con Vignola, in provincia di Modena. Appartiene alla rete su cui opera il servizio ferroviario metropolitano di Bologna.
È gestita da Ferrovie Emilia Romagna (FER).
Al 2019 è la prima linea gestita da FER in termini di passeggeri trasportati.

## Storia
La ferrovia fu concessa con Regio Decreto nº 896 del 10 aprile 1930 e costruita fra il 1931 e il 1938 per sostituire nel tratto extraurbano la parallela tranvia a vapore, considerata ormai obsoleta.
Dopo i danni della seconda guerra mondiale, fu riattivata completamente solo nel 1955.
Nel 1967 fu chiusa al traffico passeggeri, restando in attività fino al 1995 per il solo traffico merci, costituito prevalentemente da carri derrate di frutta (ciliegie di Vignola) che da Vignola venivano portati al capolinea di Casalecchio FCV, quindi, per mezzo di un raccordo con doppia retrocessione passante nel piazzale del deposito rotabili della linea, nella vicina stazione di Casalecchio di Reno, dove venivano giornalmente smistati e ricomposti con i merci provenienti dalla ferrovia Porrettana e inviati allo scalo merci di Bologna San Donato per lo smistamento verso le destinazioni finali. A Savignano sorgevano inoltre diversi magazzini di frutta e la Stazione di Savignano Mulino svolgeva un importante compito di scalo merci all'interno dei magazzini della famiglia Garagnani (successivamente trasformata in Coop. Garagnani, ed in epoca recente in Coop. Emiliafrutta).
Subito dopo la stazione di Savignano Centro i binari superano il fiume Panaro su un ponte a cinque arcate in cemento armato che nel momento della sua realizzazione risultava il ponte in cemento più lungo d'Italia.
Nel 1975 venne dismessa la stazione di Casalecchio FCV, posta nel centro storico della città (il fabbricato resistette ancora qualche anno fino alla demolizione avvenuta nel 1984), e venne realizzato un collegamento diretto tra la linea FCV e la stazione di Casalecchio di Reno, con accesso diretto tramite un binario dedicato parallelo a quello della ferrovia Porrettana; tale binario era collegato alla Porrettana alla radice lato Bologna della stazione di Casalecchio di Reno, di cui diventava il binario n.4. Sempre nello stesso periodo fu rimosso il raccordo tra deposito FCV e Casalecchio di Reno, passante sul piazzale esterno della stazione di via Ronzani, e il relativo raccordo fu collegato anch'esso alla radice lato Bologna della Porrettana. Accanto al fabbricato viaggiatori FS di Casalecchio di Reno fu costruito nello stesso periodo un fabbricato indipendente di servizio per il personale FCV, ancor oggi esistente.
Nel 1996 si iniziarono lavori di potenziamento nell'ambito del progetto per il Servizio Ferroviario Metropolitano (SFM). In particolare è stata realizzata una nuova stazione di diramazione accanto al deposito rotabili, Casalecchio Garibaldi, con un nuovo innesto della linea orientato verso Bologna, dove essa confluisce nella ferrovia Porrettana (Bologna-Porretta-Pistoia) per consentire l'esercizio diretto fino alla stazione di Bologna Centrale senza necessità di inversione di marcia; il fascio di binari della stazione storica di Casalecchio di Reno è stato smantellato e la stazione declassata a semplice fermata, così come è stato smantellato il tracciato oggetto della modifica del 1975 di cui rimane solo il binario di raccordo al deposito rotabili della linea, che è rimasto negli anni lo stesso del 1938, ed è stato così più razionalmente inglobato nel piano binari della stazione di Casalecchio Garibaldi.
La ferrovia viene riattivata per il solo trasporto passeggeri il 13 settembre 2003, fra Casalecchio e Bazzano; il 19 settembre 2004 seguì la restante tratta fino a Vignola. Dall'aprile 2008 è stata ufficialmente ripristinata la trazione elettrica tra Bologna Centrale e Bazzano. Per l'esercizio della linea, nel 1997 furono acquistati due elettrotreni Firema E 122, mai utilizzati e ceduti nel 2010 alla SEPSA di Napoli.
Alla riapertura del servizio passeggeri la gestione dell'infrastruttura fu affidata alla Società Suburbana FBV, che includeva ATC e FER Srl. La FER curava, invece, l'esercizio ferroviario.
Dal 1º febbraio 2009 anche la gestione dell'infrastruttura è passata alla FER. Tre anni dopo, la gestione del servizio di trasporto è passata completamente a TPER, la società di trasporti pubblici nata dalla fusione dei rami-trasporto di ATC, azienda di trasporti su gomma di Bologna e Ferrara, e FER, società regionale ferroviaria. Il 1º gennaio 2020, infine, il nuovo operatore ferroviario regionale Trenitalia Tper è subentrato a TPER nella gestione del servizio di trasporto.

## Caratteristiche
La linea è a singolo binario, elettrificato a 3000 volt a corrente continua. È alimentata a sbalzo dalla sottostazione elettrica della rete RFI di Casalecchio/Santa Viola.
La ferrovia è dotata di Comando Centralizzato del Traffico (CTC). L'esercizio è affidato al Dirigente Centrale Operativo della stazione di Casalecchio Garibaldi.
La linea è attrezzata con il Sistema di Controllo Marcia Treni (SCMT) dal 19 agosto 2018.

## Percorso
|  | Continuation backward |  |  | Unused urban continuation backward |

|  | Unknown route-map component "eABZg2" | Unknown route-map component "exSTRc3" | Unknown route-map component "exKBHFa" | Unknown route-map component "uexKBHFe" |

| Station on track + Unknown route-map component "exSTRc1" | Unknown route-map component "exSTR2+4" | Unknown route-map component "exSTR+c3" |

|  | Unknown route-map component "kABZg2" | Non-passenger head station + Unknown route-map component "exSTRc12" | Unknown route-map component "exABZg3" + Unknown route-map component "exSTR2+4" | Unknown route-map component "exSTRc3" |

| Unknown route-map component "+c" | Unknown route-map component "exSTRc2" + Unknown route-map component "kSTRc1" + Unknown route-map component "kSTR2" | Unknown route-map component "exSTR3+l" + Unknown route-map component "exSTR1" + One way leftward + Unknown route-map component "kSTRl+4" | Unknown route-map component "xKRZo" + Unknown route-map component "exSTRc14" | Unknown route-map component "eABZq+4" | Unknown route-map component "cCONTfq" |

| Unknown route-map component "exSTRl+1" + Unknown route-map component "kSTRc1" | Unknown route-map component "exSTRc4" + Unknown route-map component "xkABZq+4" | Unknown route-map component "xABZg+r" |

| Unknown route-map component "b" | Stop on track |

| Unknown route-map component "b" | Unknown route-map component "SKRZ-Ao" |

| Unknown route-map component "b" | Unknown route-map component "eHST" |

| Unknown route-map component "b" | Stop on track |

| Unknown route-map component "b" | Stop on track |

| Unknown route-map component "b" | Stop on track |

| Unknown route-map component "b" | Unknown route-map component "eHST" |

| Unknown route-map component "b" | Small bridge over water |

| Unknown route-map component "b" | Unknown route-map component "HSTeBHF" |

| Unknown route-map component "b" | Stop on track |

| Unknown route-map component "b" | Unknown route-map component "HSTeBHF" |

| Unknown route-map component "b" | Unknown route-map component "eHST" |

| Unknown route-map component "b" | Station on track |

| Unknown route-map component "b" | Station on track |

| Unknown route-map component "b" | Stop on track |

| Unknown route-map component "b" | Small bridge over water |

| Unknown route-map component "uexLCONTgq" | Unknown route-map component "uexLSTR+r" |  | Straight track |  |

| Unknown route-map component "excCONTgq" | Unknown route-map component "exLSTR+r" | Unknown route-map component "uexLSTR" |  | Straight track | Unknown route-map component "+c" |

| Unknown route-map component "exLBHF" | Unknown route-map component "uexLSTR" |  | Straight track |  |

| Unknown route-map component "exLABZgl" | Unknown route-map component "uexLLSTR2" + Unknown route-map component "exSTRq" | Unknown route-map component "exBHFq" + Unknown route-map component "uexLLSTRc3e" | Unknown route-map component "eKRZxr" | Unknown route-map component "exKBHFeq" |

| Unknown route-map component "exLSTR" | Unknown route-map component "uexLLSTRc1e" | Unknown route-map component "uexKBHF4" | Station on track |  |

| Unknown route-map component "exLLSTR2" | Unknown route-map component "exLLSTRc3" |  | Unknown route-map component "HSTeBHF" |  |

| Unknown route-map component "exLLSTRc1" | Unknown route-map component "exLLSTR2+4" | Unknown route-map component "exLLSTRc3" | Stop on track |  |

| Unknown route-map component "exLLSTRc1" | Unknown route-map component "exLLSTR+4" | Unknown route-map component "hKRZWae" |

|  | Unknown route-map component "exKRWgl" | Unknown route-map component "eKRWg+r" |

|  | Unknown route-map component "exKBHFe" | End station |

## Materiale rotabile

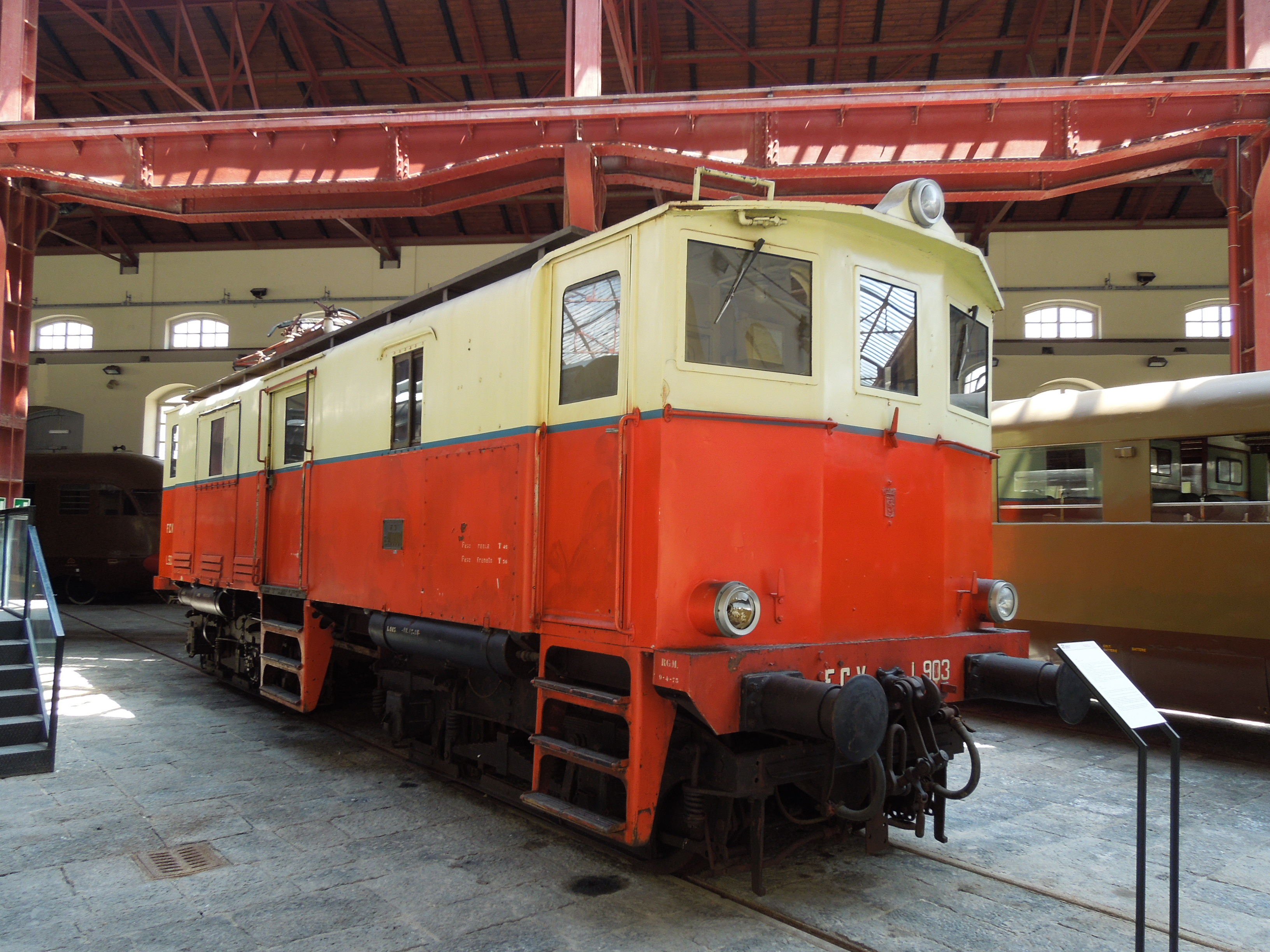
Locomotiva L.903 in esercizio tra il 1972 e il 1990 sulla Ferrovia Casalecchio-Vignola nella livrea ATC, conservata al Museo nazionale ferroviario di Pietrarsa; da qualche tempo è stata riportata nella versione E 400 in livrea nera della ferrovia Aosta – Pré Siant Didier.

Sulla linea inaugurata nel 1938 prestarono servizio automotrici e rimorchiate di costruzione Piaggio, oltre a locomotori a quattro assi Stanga-TIBB. Automotrici e rimorchiate furono cedute nel 1969 alla LFI, dove prestarono servizio sino al 1983.
Per i servizi merci, unici ad utilizzare la linea dal 1967 agli anni novanta, furono impiegati le due locomotive Stanga-TIBB e altre locomotive di varia provenienza: nel 1968 fu acquistato dalla ferrovia Mantova-Peschiera la locomotiva Diesel L.11; nel 1971 furono noleggiate dalla SEFTA due locomotive elettriche (una delle quali fu restituita l'anno successivo) e furono acquistate dalle FS le tre locomotive del gruppo E.400, le quali assunsero la denominazione di L.903, 904 e 905. Prestarono servizio anche alcune locomotive Diesel, una parte delle quali fu impiegata sui raccordi Mascarella.
Il servizio passeggeri sulla linea riattivata nel 2003, dal 2012 è svolto da TPER, impiegando automotrici ALn 663, ALn 668 e autotreni ATR 220. Dall'aprile 2008 sono entrate in servizio le unità a trazione elettrica AM54, acquistate dalla ATC dalle ferrovie belghe e riqualificate. Dal 2010 sono stati acquistati elettrotreni Stadler FLIRT, i quali sono entrati in funzione nel 2013.
Da settembre 2016 il servizio sulla linea viene effettuato esclusivamente con ETR 350, con la sola comparsa di una ALn 663 durante le corse prova di SCMT.
Dal 1º gennaio 2020, Trenitalia Tper è subentrata a TPER nella gestione del servizio passeggeri sulla linea.

### Materiale rotabile - tabella di sintesi
| Tipo                  | Matricola FCV/APT | Matricola ATC | Anno | Costruttore | Note                                                                        |
| --------------------- | ----------------- | ------------- | ---- | ----------- | --------------------------------------------------------------------------- |
| Elettromotrici        | M 1 ÷ 5           |               | 1938 | Piaggio     | Cedute nel 1969 alla LFI. La M5 è oggi parte della Collezione storica TPER  |
| Rimorchiate pilota    | R 11 ÷ 15         |               | 1938 | Piaggio     | Cedute nel 1969 alla LFI. La R14 è oggi parte della Collezione storica TPER |
| Locomotive elettriche | L 21 ÷ 22         | L 901 ÷ 902   | 1938 | OMS         | La L902 è oggi parte della Collezione storica TPER                          |
| Locomotive elettriche | L 31 ÷ 33         | L 903 ÷ 905   | 1929 | SNOS        | Ex FS                                                                       |
| Locomotive elettriche |                   | L 906         | 1932 | Breda       | Ex SEFTA                                                                    |
| Locomotive a vapore   | 813.11            |               | 1923 | Ansaldo     | Ex tranvie Bologna-Pieve di Cento e Bologna-Malalbergo                      |
| Locomotive Diesel     | L 23              | L 911         | 1941 | ABL         |                                                                             |
| Locomotive Diesel     | L 24              | L 912         | 1928 | Deutz       |                                                                             |
| Locomotive Diesel     | L 25              | L 913         | 1952 | Marconi     | Ex ferrovia Mantova-Peschiera                                               |
| Locomotive Diesel     |                   | L 914         | 1954 | ABL         | Ex SAF                                                                      |
| Locomotive Diesel     |                   | L 915         |      | Greco       |                                                                             |
| Locomotive Diesel     |                   | L 916         | 1962 | Krauss      |                                                                             |